# 成忠
成忠（？—656年），百济义慈王时代的佐平，又叫淨忠。
义慈王十六年（656年）三月，成忠见义慈王荒淫无度，劝谏义慈王。义慈王不听，将他囚禁。成忠在狱中自杀。临死上书，让义慈王陸路在炭峴防守，水軍使入伎伐浦（一说白江）之岸。义慈王不听。660年，唐朝和新罗联军灭亡百济前夕，义慈王后悔没有听成忠的建议。